# Working Pit Bulldog
Working Pit Bulldog è una razza di cane americano riconosciuta dall'American Dog Breeders Association dal 2015.

## Storia
La razza ha iniziato a svilupparsi circa tre decenni fa, creata per lo sport di Weight Pulling, ma solo ora la razza viene formalmente organizzata.
Per molti anni, questi cani sono stati registrati come American Pit Bull Terrier, tuttavia, la divulgazione dei media di un cane molossoidi di origine discutibile chiamato Hulk (Dark Dynasty K9 kennels) nel 2015, e la pretesa dei loro proprietari che Hulk aveva pedigree l'United Kennel Club e l'American Dog Breeders Association come pitbull terrier hanno fatto pressione su tali club per agire in tal senso. Il risultato è stato il riconoscimento che c'erano problemi con il Pit Bull Terrier Stud Book, e per rettificare questo, era necessario riclassificare i cani problematici in una nuova razza separata. Nel 2015 l'American Dog Breeders Association ha avviato un processo di ricerca e riclassificazione di questi cani creando la nuova razza chiamata Working Pit Bulldog.
Uno dei pionieri più famosi della base genetica del Working Pit Bulldog era uno cane molossoidi chiamato Spaulding's Chevy Red Dog (50 kg) registrato come pitbull terrier, eccelleva nei Campionati ufficiali di Weight Pull ed era il progenitore della lignaggi Chevy. Anche altri lignaggi, come Elli e Eddington, hanno una partecipazione importante nella base della razza. L'incrocio tra pitbull e cani molossoidi costituiva il patrimonio genetico della razza.